# Iochebed

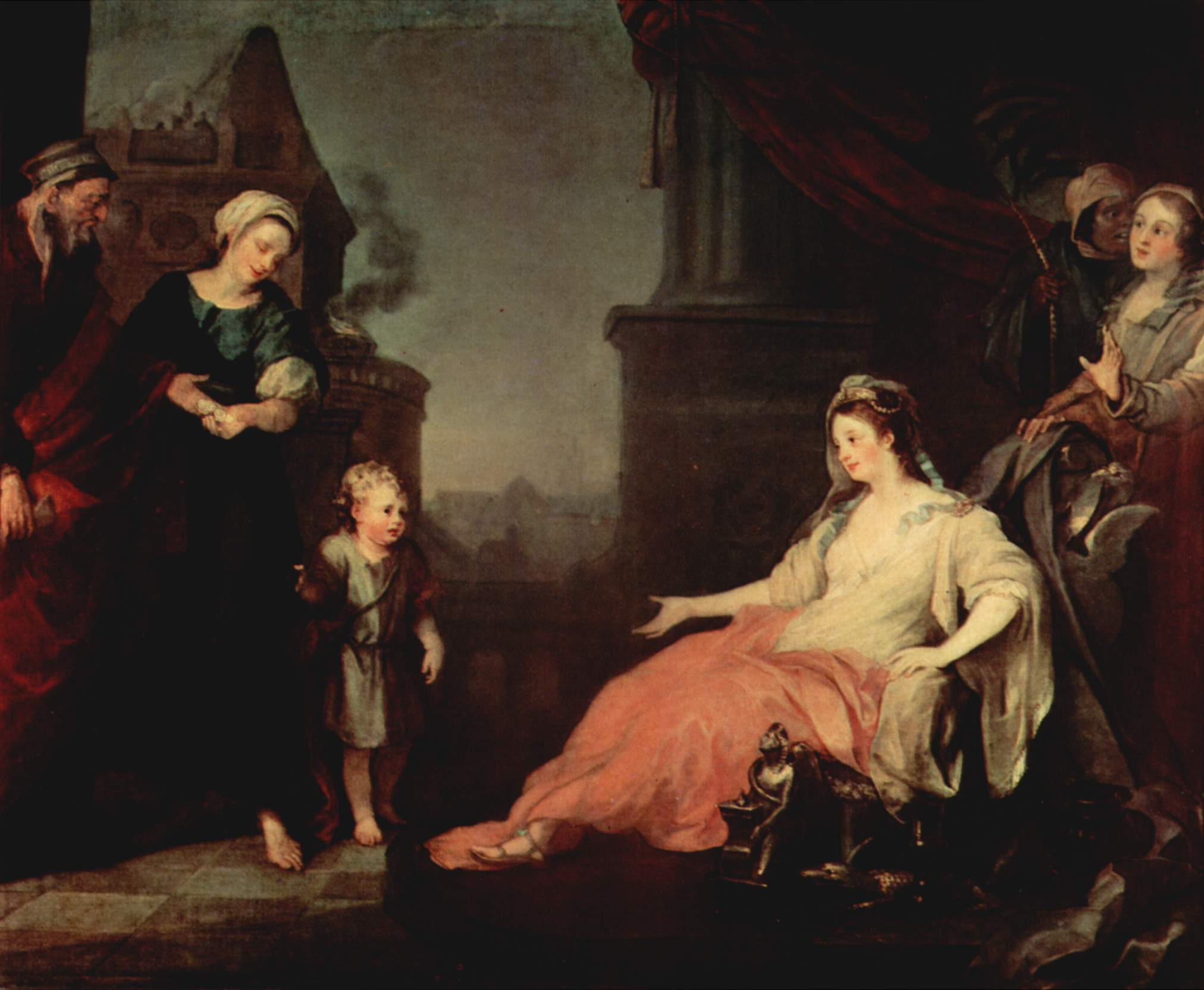
Iochebed e Amram conducono Mosè alla presenza della figlia del faraone (dipinto di William Hogarth).

Iochèbed (il cui nome significa "Javè è gloria") era la moglie di Amram (suo nipote, figlio del fratello Kohat) e madre di Mosè, Aronne e Miriam (v. Es6,20). Viene menzionata anche col nome di Jocabel.
Secondo la Bibbia, era della tribù di Levi, come anche il marito Amram; il fatto che Yochebed avesse sposato suo nipote Amram crea però un anacronismo riguardante Mosè, che avrebbe così dovuto nascere una quarantina di anni dopo l'arrivo degli Ebrei in Egitto.
Il "testamento di Levi" la dice figlia di Levi e Melcha, nata in Egitto quando il padre aveva 64 anni.
Alcuni rabbini, nel Talmud, la identificano come Sifra, una delle due levatrici alle quali il faraone ordinò di impedire la nascita dei bambini ebrei (Esodo 1:15-16) e quindi il premio che Dio avrebbe promesso a essa per aver disobbedito ai comandi del monarca (Esodo 1:21) era appunto il fatto di divenire madre di tre grandi personaggi della storia ebraica quali Aronne, Mosè e Miriam.
Alcuni la identificano inoltre come la "Giudea" citata nel libro delle Cronache (4:18) perché, avendo permesso la nascita di Mosè, viene ritenuta come "madre" della nazione israelita.
Il testo del Midrash tenta di spiegare come la donna riuscì a salvare il figlio dalle guardie egiziane per tre mesi. Quando il faraone aveva dato ordine di annegare tutti i neonati maschi, Amram ripudiò la moglie, che era incinta da tre mesi. Su incitazione di Miriam, questi risposò Yochebed, e gli egiziani quindi credettero che il bambino venne concepito in quel periodo, quando invece la donna era già al terzo mese di gravidanza.
Yochebed, quando il piccolo Mosè aveva solo tre mesi, lo chiuse in una cesta cosparsa con del bitume, e lo abbandonò alla corrente del fiume Nilo per salvarlo dalla collera del faraone. Il piccolo venne trovato dalla principessa Bithia che lo affidò alla stessa Yochebed come nutrice, su consiglio di Miriam, che aveva seguito la cesta lungo il corso del fiume. Dopo essere stato svezzato, Mosè venne ricondotto dalla figlia del faraone che lo adottò come proprio figlio carnale.
Una tradizione secondaria dice che Iochebed divenne moglie di un tale Elitzaphon, dopo la morte di Amram, e da questi ebbe due figli.